# (4888) Doreen
(4888) Doreen est un astéroïde de la ceinture principale.

## Description
(4888) Doreen est un astéroïde de la ceinture principale. Il fut découvert le 5 mai 1981 à l'Observatoire Palomar par Carolyn S. Shoemaker. Il présente une orbite caractérisée par un demi-grand axe de 2,35 UA, une excentricité de 0,02 et une inclinaison de 4,1° par rapport à l'écliptique.

## Compléments